# ハーミィホッパーヘッド 〜スクラップパニック〜
『ハーミィホッパーヘッド 〜スクラップパニック〜』は、1995年9月29日にソニー・コンピュータエンタテインメントから発売されたプレイステーション用アクションゲーム。開発はユークス。

## 概要
ハーミィホッパーヘッドシリーズ第一弾として発売されたが、アクションゲーム作品は本作のみである。本作の派生作品については後述。
オーソドックスな2D横スクロールアクションであるが、本作の特徴として“オトモ君”と呼ばれるそれぞれ違った能力を持つ4種類のお助けキャラを最大3匹まで連れて歩くことが可能で、ステージで獲得したスターをオトモ君に一定数配分することにより成長させられるシステムを取り入れていることである。オトモ君の「追っかけモード」時にはハーミィが敵に当たっても即死しない（スターは減る）が、一度敵に当たるかボタン操作により「活躍モード」などその他の状態になっていると、敵に当たった時点で即死となる。なお、上記以外には「足場モード」時に敵に当たっても即死とはならない。
森の中や水中（海）、遊園地、工場、溶岩地帯、雪に囲まれたペンギンタウンなど多様なステージが存在する。ステージ数は70以上、隠しゴールでステージをクリアするとワールドマップのステージルートが分岐していく。全ステージクリア（クリアレート100％）を目指す場合は難易度が格段に高くなる。

## 本作の主なトピックス

### 登場人物
ハーミィ（声：高乃麗）
本作の主人公。ガールフレンドのトリッシュと待ち合わせをしていたが、とあることからダストボックスに落ちてしまい…。
トリッシュ（声：Reimy）
ハーミィのガールフレンド。ゲーム内ではハーミィが異世界を冒険するため、本作の出番は少ない。

### オトモ君
以下で紹介する4種類のオトモ君を最大3匹まで連れて歩くことが可能である。特定の場所では足場や“進路を開く鍵”としても活躍してくれる。
同種のオトモ君を複数連れることも可能だが、新たにオトモ君を取得し3匹を超えた時点でそれまで育てたオトモ君が消滅してしまうので注意が必要である。また、オトモ君が通常の穴に落ちてもダストボックスなどに入れば問題ないが、溶岩に落ちた場合は消滅してしまう。
なお、赤タマゴはオトモ君ではなく1UPアイテムとなっている。
ゴーグゥ（青タマゴ）
ペンギンのキャラクター。活躍モード時には敵に進んでアタックしてくれる。移動スピードやジャンプ力が高く、気まぐれでスターを狙うこともある。成長すると、スライディングで敵を倒す率が上がる。オトモ君の中では最も入手しやすいので、序盤から中盤にかけては特に頼もしい味方である。
ウィングゥ（黄タマゴ）
ニワトリのキャラクター。活躍モード時には進んでスターを取りにいってくれる。まれに敵を倒す場合もある。また、成長すると滑空して高所にあるスターも狙うようになる。
バアニィ（緑タマゴ）
カメのキャラクター。活躍モード時は、陸では甲羅になって触れた敵にダメージを与えられる。ハーミィが蹴って敵に当てることも可能（成長すると飛距離が伸びる）。また、水中ではスターを進んで取りにいくなど使い勝手がよい。最終段階まで成長するとある進化(?)が起きる。
フレイミィ（ピンクタマゴ）
恐竜のキャラクター。成長すると滑空して敵に向かって火の玉や炎を吐いたり、急降下アタックして敵を倒すようになる。攻撃系では最強のオトモ君である。ただし、中盤までは取得可能なステージが多くなく、オトモ君の中ではレアな存在となっている。

### セーブ
ステージをクリアするかゲームオーバーになるとメモリーカードに最大3つまでセーブすることができる。オトモ君の状態は記憶可能だが、ハーミィの残り人数などは記憶されない。

### ボーナスステージ
ステージに隠されている赤いダストボックスに入ると3Dボーナスステージに行くことができる。ボーナスステージではスターや1UPタマゴを取得することができる。金色のゴールタマゴに触るとステージクリアとなる。
一方でタイムオーバーかどくろタマゴに触る、またはステージから落ちるとその場で終了となる。全てのボーナスステージをクリアすると、ゲーム内にある特別な変化が起きる。

## 主題歌
- エンディング「Hermie」 
歌：Reimy　作詞：Reimy　作曲・編曲：大堀薫

## 関連作品
本作のキャラクターも出演している『たまごDEパズル』（開発：マトリックス）という派生パズルゲームが発売されている。ただし、この作品がシリーズ第二弾に当たるかは不明である。